# 1965 aux échecs
| Années des échecs : 1962 - 1963 - 1964 - 1965 - 1966 - 1967 - 1968    |
| Décennies des échecs : 1930 - 1940 - 1950 - 1960 - 1970 - 1980 - 1990 |

Cet article présente les faits marquants de l'année 1965 aux échecs.

## Événements majeurs
Boris Spassky remporte le tournoi des candidats  pour le championnat du monde d'échecs 1966.
Vassily Smyslov remporte le mémorial Capablanca devant Ivkov, Geller et Fischer.

## Championnats nationaux
- Argentine : Raúl Sanguineti remporte le championnat[1],[2]. Chez les femmes, Aida Karguer s’impose.
- Autriche : Philipp Struner remporte le championnat[3], chez les femmes, pas de championnat[4].
- Belgique : Josef Boey remporte le championnat[5]. Chez les femmes, pas de championnat[6].
- États-Unis du Brésil : Henrique Mecking remporte le championnat[7]. Chez les femmes, c’est Ruth Volgl Cardoso qui s’impose.
- Canada : Daniel Yanofsky remporte le championnat[8].
- Chine : Huang Xinzhai remporte le championnat[9].
- Écosse : James Macrae Aitken et PM Jamieson remportent le championnat[10].
- Espagne : Jesus Diez del Corral remporte le championnat[11]. Chez les femmes, c’est Mª Luisa Gutierrez qui s’impose[12].
- États-Unis : Bobby Fisher remporte le championnat[13]. Chez les femmes, Gisela Kahn Gresser s’impose[14].
- Finlande: Heikki Westerinen remporte le championnat[15].
- France : Guy Mazzoni remporte le championnat[16]. Chez les femmes, pas de championnat[17].
- Inde : Pas de championnat[18].
- Iran : Yousof Safvat remporte le championnat[19].
- Pays-Bas : Lodewijk Prins remporte le championnat masculin[20]. Pas de championnat féminin cette année.
- Pologne : Witold Balcerowski remporte le championnat[21].
- Royaume-Uni : Peter Lee remporte le championnat[22].
- Suisse : Marcel Markus remporte le championnat[23]. Chez les dames, Maria Fässler, Cécile Huser et K. Fischler s’imposent[24].
- RSS d'Ukraine : R.Goldstein remporte le championnat[25],[26], dans le cadre de l’U.R.S.S.. Chez les femmes, Olga Andreïeva s’impose[27].
- République fédérative socialiste de Yougoslavie : Milan Matulović remporte le championnat[28],[29]. Chez les femmes, Verica Nedeljković s’impose.

## Naissances
- 1er juin : Nigel Short

## Nécrologie
- 11 février : Vitali Tchekhover
- 6 mars : Sonja Graf
- 30 mai : Adolf Staehelin (en)
- 13 juillet : Federico Norcia
- 27 septembre : Nicholas MacLeod (en)
- 6 novembre : Fiodor Douz-Khotimirski
- 16 novembre : Albert Simonson